# Free Style Chamber Orchestra
A Free Style Chamber Orchestra egy 2004-ben alakult magyar zenekar. Zenéjükben több stílus keveredik, a dzsessztől kezdve egészen a világzenéig. Az együttest Nagy János zongorista hozta létre. Célja az volt, hogy minél különlegesebb zenét állítson elő. A FSCO dalaira az eredetiség és a jó hangulat jellemző. A zenekar hangszerhasználatára is a változatosság jellemző. Pályafutásuk alatt eddig három nagylemezt adtak ki.

## Tagok
Nagy János, Csonka Gábor, Frankie Lato, Szirtes Edina, Kézdy Luca, Kalmár Boglárka, Haraszti Krisztina, Kertész Endre, Kalmus Felicián, Szappanos György, Berdisz Tamás, Pálhegyi Máté, Zsemlye Sándor, Blaskó Mihály és Szerényi Béla.

## Diszkográfia
- Pop Music... (2006)
- 21 (2007)
- Pannon Celtic Dance (2008)